# Rebecca Cann
Rebecca L. Cann (Burlington, 1951) es una bióloga que descubrió la primera prueba molecular inequívoca que ha permitido describir el árbol genealógico de la evolución humana.

## Biografía
Rebecca Cann nace en Burlington, estado de Iowa (Estados Unidos) y se licencia en Biología en la Universidad de California en Berkeley en 1972. Comienza su tesis en genética en el mismo centro bajo la dirección del bioquímico Allan Wilson, doctorándose en 1982. Desde 1986 es profesora de Genética y Biología molecular en la Facultad de Medicina de la Universidad de Hawái en Mānoa.
En 1987 estudió junto a Mark Stoneking y Allan Wilson los genes mitocondriales que constituyen el ADN mitocondrial, concluyendo que toda la humanidad desciende de antepasados provenientes del continente africano, puesto que los genes mitocondriales se transmiten por vía materna. A ese antecedente común se le ha dado el sobrenombre de Eva mitocondrial o Eva Africana, base de la teoría de la emigración africana.
En 2016 fue galardonada con el Chemical Pioneer Award junto a Donna Blackmond y Michael Wasielewski.